# Шевченкове (Копайгородська селищна громада)
Шевче́нкове (колишня назва — Гальчинці) — село в Україні, у  Копайгородській селищній громаді Жмеринського району Вінницької області.

## Географічне розташування
Село розташоване за 73 км від обласного центру та 33 км від районного центру.

## Історія
Під час голодомору у 1932—1933 роках, проведеного радянською владою, загинуло 20 мешканців села.
12 червня 2020 року, відповідно до розпорядження Кабінету Міністрів України № 707-р «Про визначення адміністративних центрів та затвердження територій територіальних громад Вінницької області», село увійшло до складу Копайгородської селищної громади Барського району.
19 липня 2020 року, в результаті адміністративно-територіальної реформи та ліквідації Барського району, село увійшло до складу Жмеринського району.

## Населення

### Мова
Розподіл населення за рідною мовою за даними перепису 2001 року:
| Мова       | Кількість | Відсоток |
| ---------- | --------- | -------- |
| українська | 490       | 99.8%    |
| російська  | 1         | 0.2%     |
| Усього     | 491       | 100%     |